# رودلف شفارتز
رودلف شفارتز (بالإنجليزية: Rudolf Schwarz)‏ (و. 1905 – 1994 م) هو موزع (موسيقى)، وعازف بيانو من المملكة المتحدة، والنمسا، ولد في فيينا، توفي في لندن، عن عمر يناهز 89 عاماً.

## جوائز
حصل على جوائز منها:

نيشان الامبراطورية البريطانية من رتبة قائد

## وصلات خارجية
- رودلف شفارتز على موقع IMDb (الإنجليزية)
- رودلف شفارتز على موقع ميوزك برينز (الإنجليزية)
- رودلف شفارتز على موقع أول ميوزيك (الإنجليزية)
- رودلف شفارتز على موقع ديسكوغز (الإنجليزية)

- رودلف شفارتز في قاعدة بيانات الأفلام على الإنترنت